# Völs am Schlern
Völs am Schlern ([fœls]; italienisch Fiè allo Sciliar ['fje 'al:o ʃi'lja:r]; ladinisch Fië) ist eine italienische Gemeinde mit 3676 Einwohnern (Stand 31. Dezember 2023) in Südtirol. Der Hauptort ist Untervöls. Ihren Namenszusatz verdankt die Gemeinde dem das Landschaftsbild beherrschenden Massiv des Schlern.
Wichtigster Wirtschaftssektor ist der Tourismus. Völs war bereits im ausgehenden 19. Jahrhundert ein beliebtes Ziel der Bozner Bürger, vor allem zur Sommerfrische sowie für Heubad-Kuren.

## Geographie

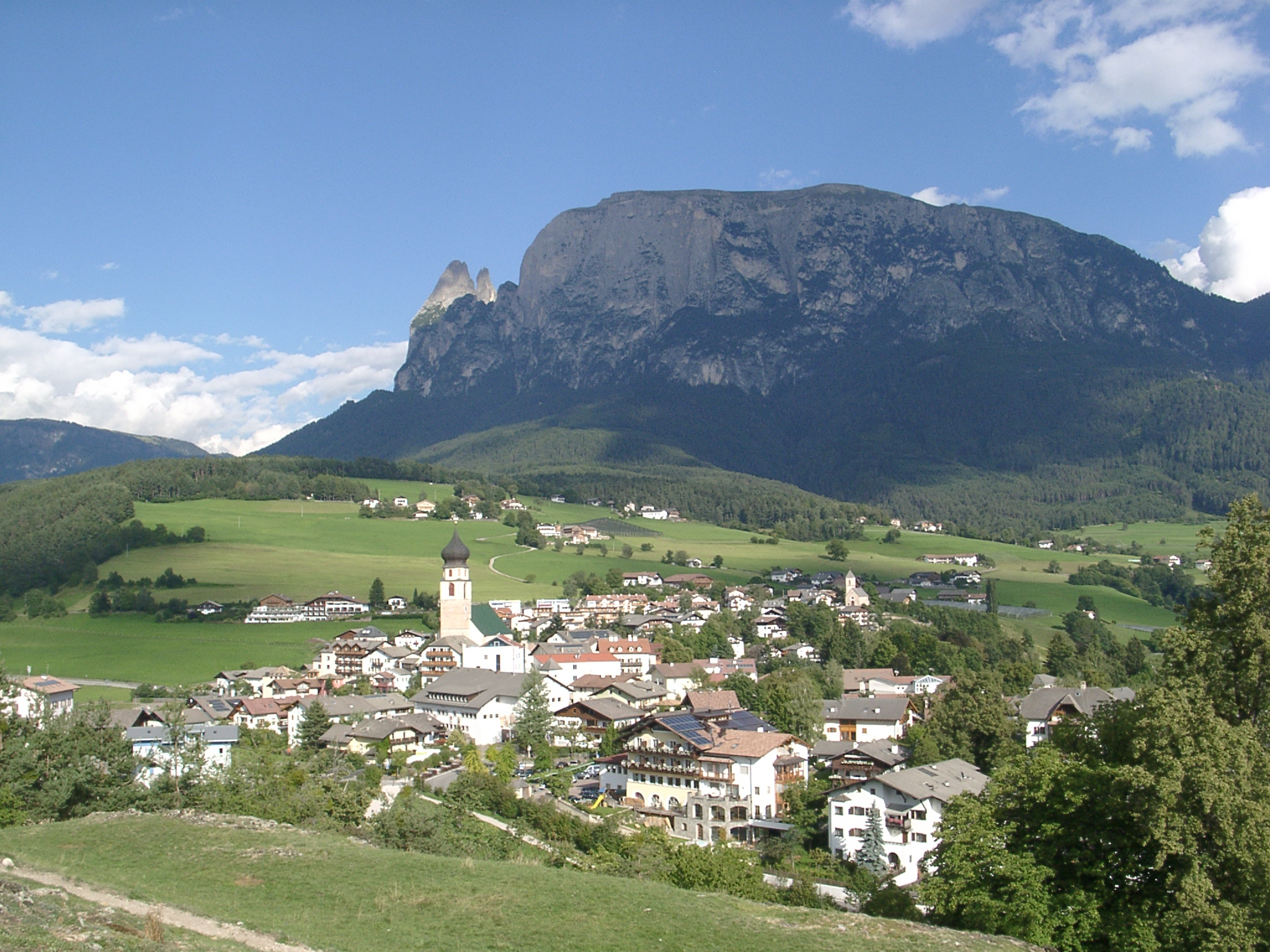
Blick auf Untervöls und den Schlern

Die Gemeinde Völs umfasst Gebiete im unteren Eisacktal, zu kleineren Anteilen im davon abzweigenden Tierser Tal und in den darüber aufragenden Berggebieten der Schlerngruppe der Dolomiten. Der Großteil des Siedlungen befindet sich im Schlerngebiet, einer Mittelgebirgslandschaft, die sich auf der orographisch linken, östlichen Seite des unteren Eisacktals erstreckt. Dort liegen mehrere Ortschaften der Gemeinde verstreut: der zentrale Hauptort Untervöls (880 m), erhöht darüber die Streusiedlung Obervöls, etwas nördlich die Dörfer St. Anton (850 m) und St. Konstantin (900 m), sowie etwas südlich Prösels (880 m) und Ums (930 m). In tieferen Lagen bieten die steilen Hänge des Eisacktals den Weilern Völser Ried und Prösler Ried Platz.
Im engen, schluchtartig ausgeprägten Talgrund befinden sich das Dorf Blumau (330 m) sowie die Örtlichkeit Steg, die beide nur teilweise zu Völs gehören. Im Süden des Gemeindegebiets nimmt Völs die orographisch rechte Seite des unteren Tierser Tals ein. Die dortigen Gehöfte und Weiler werden den Siedlungen Völser Aicha (unterteilt in Oberaicha und Unteraicha), St. Kathrein und Breien zugerechnet. Dominiert wird das Landschaftsbild vom ostseitig aufragenden Schlern (2563 m), dessen Gipfelplateau sich auf Völser Gemeindegebiet befindet. Südlich vom Hauptmassiv bildet der Tschafatschzug eine weitere Gipfelkette. Das Gemeindegebiet von den Gipfeln der Schlerngruppe bis hinab zum Völser Weiher (1056 m) steht als Teil des Naturparks Schlern-Rosengarten unter Naturschutz.
Nördlich von Völs befindet sich Kastelruth, die zweite Gemeinde des Schlerngebiets. Im Westen bildet der Eisack die Gemeindegrenze zu Ritten, im Südwesten der Tierser Bach zu Karneid. Im Südosten grenzt Völs an Tiers.

## Etymologie
Der Name lässt sich zu Völs am Inn stellen (12. Jh. Velles) und gehört einer ganzen Gruppe von Ortsnamen mit F-Anlauten antiker Herkunft entlang des Eisacks und Inns an (etwa Volders, Vomp). Vielleicht gehen die Ortsnamen auf dieselbe vorrömische Sprachschicht zurück. Die Bedeutung lässt sich nicht mehr rekonstruieren.

## Geschichte
Funde aus der Kupferzeit belegen, dass das Völser Gemeindegebiet bereits im 4. Jahrtausend v. Chr. besiedelt war. Der Oberaichner Peterbühel, der Großsteinegg sowie der Burgstall am Schlern (Brandopferplatz) weisen Besiedlungsspuren aus der vorchristlichen Zeit auf. Neben dem Kompatscherhof in St. Kathrein ortete man ein antikes Urnengräberfeld.
Erstmals urkundlich erwähnt wird der Ort als Fellis in einer Urkunde König Arnolfs aus dem Jahr 888, wobei er als gelegen im Herzogtum Bayern („in Bauuariae partibus sita inter montana“) an der Grenze zu Reichsitalien bezeichnet wird. Durch eine kaiserliche Schenkung von 1027 fiel das weltliche Herrschaftsgebiet an den Ortsadel der Herren von Völs, die zunächst als Ministerialen der Bischöfe von Brixen dienten. Das auch in Böhmen und Schlesien ansässig gewordene, sowie in den Freiherren- und Grafenstand erhobene Adelsgeschlecht nannte sich später Colonna von Fels.  
Erstmals wird die mittelalterliche Burg („castrum Presil“) in einer Urkunde aus dem Jahre 1279 erwähnt, während die Burgsiedlung im Jahr 1373 als „Bresels“ bezeugt ist. Nachdem Felix Colonna von Vels am 1. Oktober 1804 in Bozen kinderlos starb, erfolgten Verhandlungen zwischen seiner Witwe und der königlich-bayerischen Regierung über das lehenbare Allodialvermögen. Bereits am 12. Februar 1807 war Schloss und Gericht Prösels nebst weiteren Höfen und Grundrechten der königlichen Regierung übergeben worden.

## Politik

### Bürgermeister
Bürgermeister seit 1952:
- Josef Untermarzoner: 1952–1960
- Alois Ploner: 1960–1969
- Walter Kompatscher: 1969–1980
- Josef Kompatscher: 1980–2005
- Arno Kompatscher: 2005–2013
- Othmar Stampfer: seit 2014

### Wappen
Beschreibung: Geviert in Schwarz und Rot. Im ersten Feld ein rotes Tatzenkreuz und im vierten eine rote Rose mit goldenem Butzen je in einem silbernen Balken. In den beiden anderen Feldern eine silberne goldgekrönte Säule.
Als Gemeindewappen wurde das Wappen des einst in Völs ansässigen Adelsgeschlechts der Colonna von Fels übernommen.

## Bevölkerung
Völs am Schlern ist gemäß den erhobenen Sprachgruppenzugehörigkeitserklärungen bzw. Sprachgruppenzuordnungserklärungen eine weitgehend deutschsprachige Gemeinde. Als Berechnungsgrundlage der folgenden Prozentwerte wurden die gültigen Erklärungen von Personen mit italienischer Staatsbürgerschaft herangezogen.
| Sprache     | 1981    | 1991    | 2001    | 2011    | 2024    |
| ----------- | ------- | ------- | ------- | ------- | ------- |
| Deutsch     | 95,75 % | 96,10 % | 95,56 % | 94,92 % | 92,75 % |
| Italienisch | 4,01 %  | 3,40 %  | 3,99 %  | 4,46 %  | 6,45 %  |
| Ladinisch   | 0,24 %  | 0,51 %  | 0,45 %  | 0,62 %  | 0,80 %  |

## Bildung
In der Gemeinde gibt es zwei Grundschulen für die deutsche Sprachgruppe, nämlich im Hauptort Völs und in Oberaicha.

## Sehenswürdigkeiten
- Pfarrkirche Maria Himmelfahrt
- St. Michael (Völs)
- St. Konstantin
- St. Margareth in Obervöls
- St. Peter am Bichl

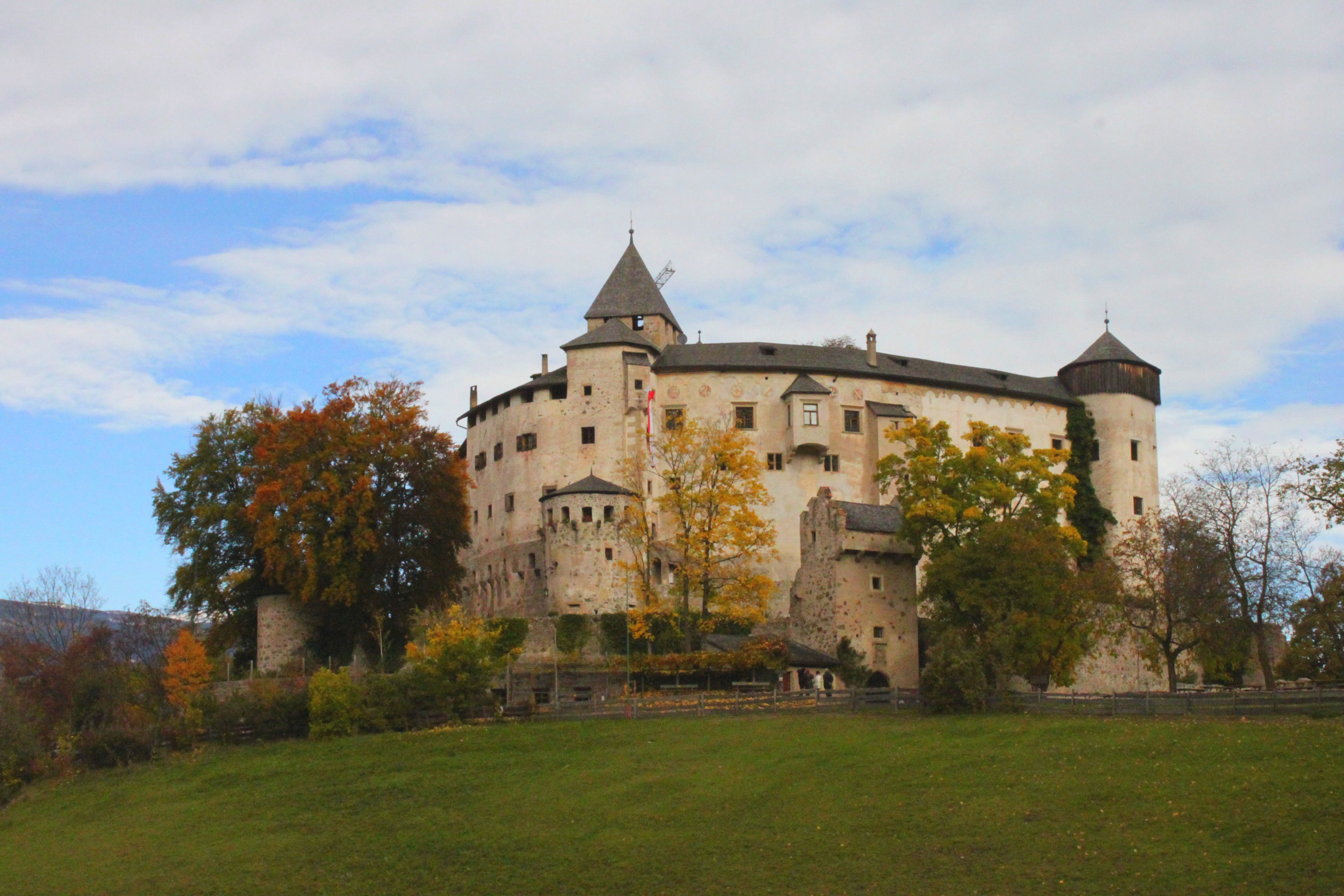
Schloss Prösels
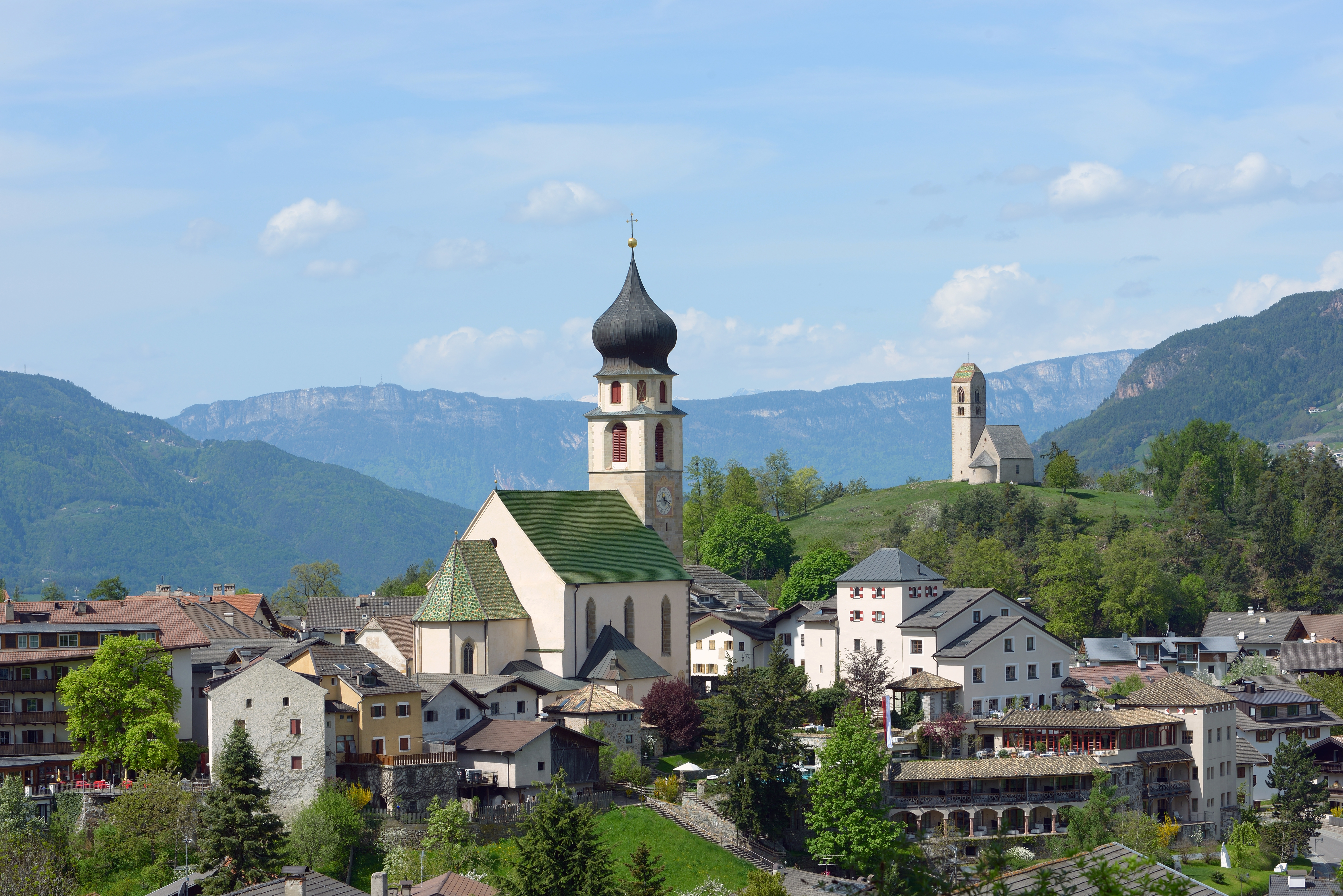
Der Ortskern von Völs mit der Pfarrkirche und St. Peter
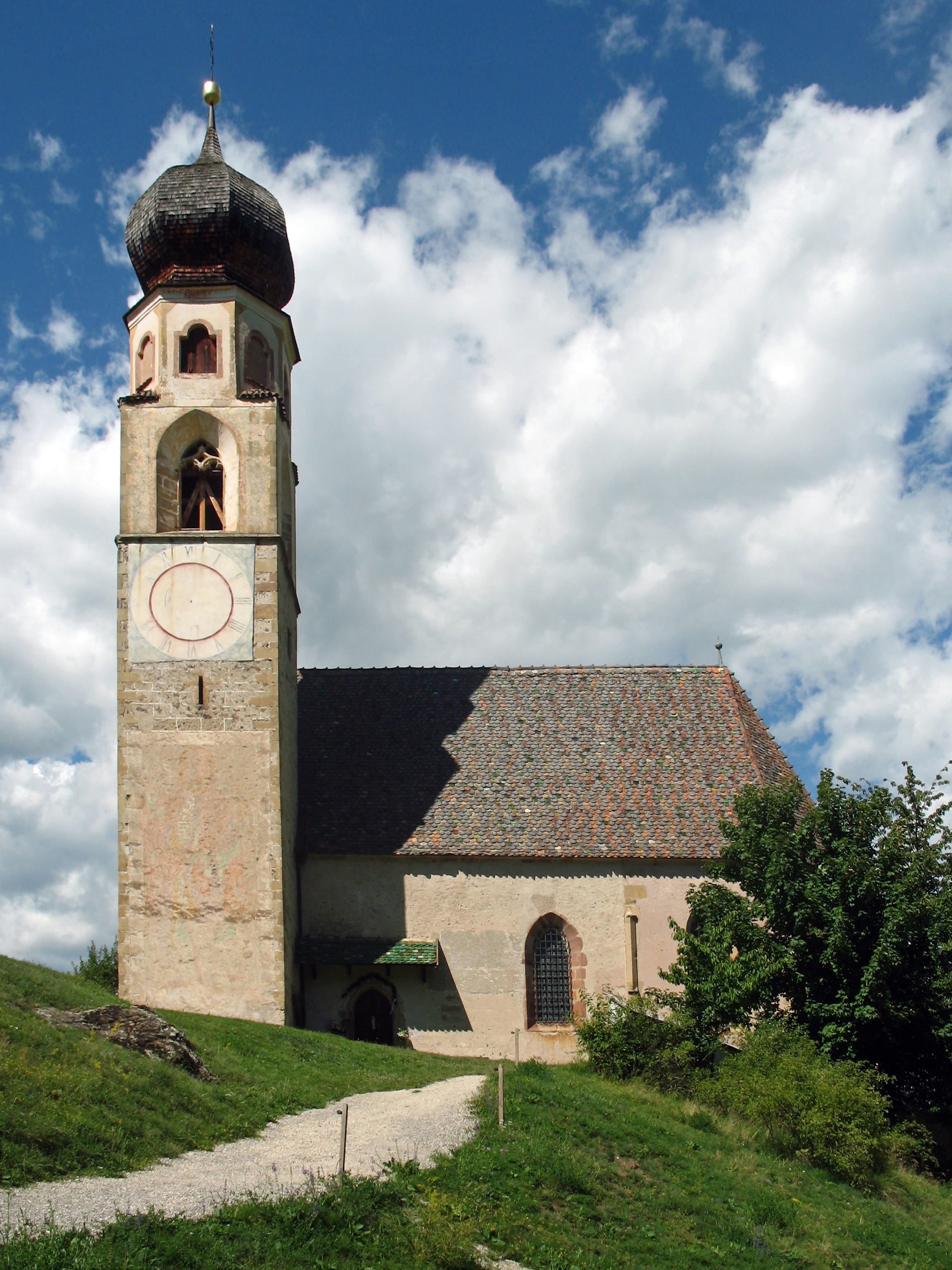
St. Konstantin bei Völs
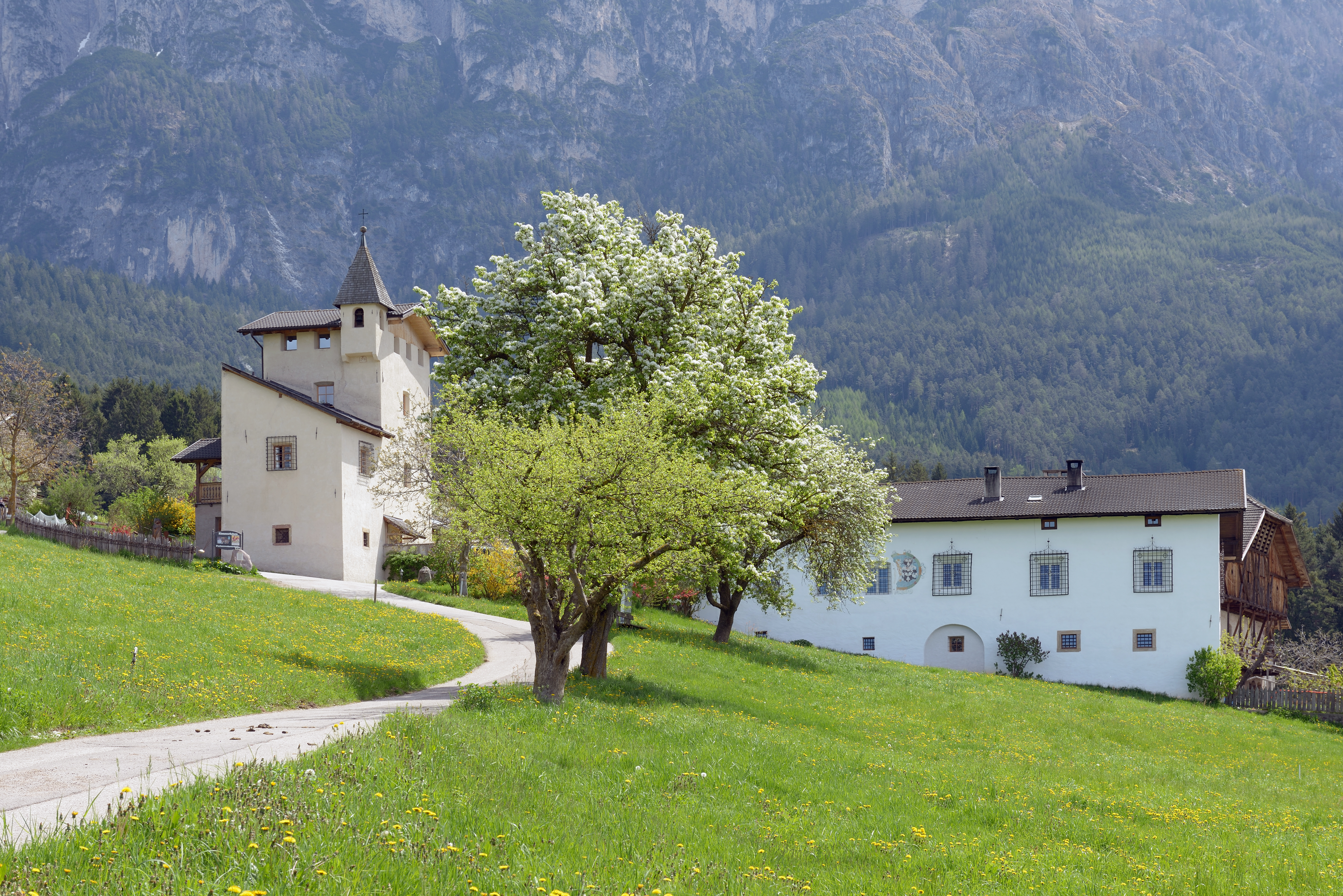
Ansitz Zimmerlehen
- Steger Brücke über den Eisack
- Naturpark Schlern-Rosengarten
  - Schlern und Schlernhäuser
  - Hammerwand und Tschafon
  - Völser Weiher
  - Zahlreiche Wanderwege

- Schloss Prösels
- Der Ortskern von Völs mit der Pfarrkirche und St. Peter
- St. Konstantin bei Völs
- Ansitz Zimmerlehen

## Söhne und Töchter des Ortes
- Leonhard von Völs d. Ä. (1458–1530), Hauptmann an der Etsch und Burggraf von Tirol
- Max Clara (1899–1966), deutscher Arzt und Anatom, Entdecker der nach ihm benannten Clara-Zelle
- Oswald Haselrieder (* 1971), ehemaliger Rennrodler
- Anneliese Kompatscher (* 1953), Fotografin und Buchautorin
- Arno Kompatscher (* 1971), Politiker der Südtiroler Volkspartei (SVP) und seit 2014 Landeshauptmann Südtirols
- Florin Kompatscher (* 1960), Maler
- Hans Kompatscher (1906–1988), Maler
- Erhard Mahlknecht (* 1966), ehemaliger Naturbahnrodler
- Esther Mitterstieler (* 1968), Journalistin und Buchautorin
- Birgit Nössing (* 1982), Fernsehjournalistin und Moderatorin
- Elmar Perkmann (* 1948), Buchautor
- Anton Psenner (1791–1866), akademischer Maler (Nazarenerstil)
- Martin Psenner (* 1976), ehemaliger Naturbahnrodler
- Berty Skuber, Künstlerin

## Personen mit Beziehung zum Ort
- Irene Mitterstieler (* 1974), ehemalige Naturbahnrodlerin
- Hubert Mumelter (1896–1981), Schriftsteller und Maler
- Patrick Pigneter (* 1987), Naturbahnrodler
- Carmen Planötscher (* 1996), Naturbahnrodlerin
- Helmut Stampfer (* 1948), Kunsthistoriker und Denkmalpfleger
- Hermann Thaler (* 1950), Politiker der Südtiroler Volkspartei (SVP) und ehemaliger Präsident des Südtiroler Landtages

## Literarische Erwähnungen
In Arthur Schnitzlers Das weite Land wird Völs mehrfach erwähnt. Insbesondere der Völser Weiher spielt darin eine Rolle.